# Embrace the Storm
Embrace the Storm to debiutancki album projektu Arjena Lucassena Stream of Passion, wydany 24 października 2005 roku nakładem wytwórni InsideOut Music. Album zaowocował 2 singlami.

## Nagrywanie
Ponieważ muzycy pochodzili z wielu krajów, album był nagrywany w różnych częściach świata:
Głównym studiem nagraniowym i miejscem miksowania albumu było studio założyciela Stream of Passion Arjena Lucassena "The Electric Castle" w Holandii. Nagraniem zajmował się tam sam Arjen. Perkusja była nagrywana w studiu "Fendal Soundstudios" (również w Holandii) przez Hansa van Vondelena. Ścieżki wokalne zostały zarejestrowane przez Alejandro Millana w Meksyku, w studiu "The North Garden Records". Gitara Lori Linstruth została nagrana w studiu "Träsmark Studios" w Szwecji. Materiał przeszedł mastering w studiu "Fine Tune". Zajął się tym Peter van 't Riet.
Utwory i zapisy poszczególnych ścieżek były przesyłane pomiędzy członkami zespołu drogą internetową.

## Lista utworów
- Muzyka: Arjen Lucassen
- Słowa: Marcela Bovio

1. "Spellbound" – 3:33
2. "Passion" – 5:19
3. "Deceiver" – 5:08
4. "I'll Keep On Dreaming" – 3:44
5. "Haunted" – 4:30
6. "Wherever You Are" – 5:07
7. "Open Your Eyes" – 5:13
8. "Embrace the Storm" – 4:11
9. "Breathing Again" – 3:37
10. "Out in the Real World" – 4:31
11. "Nostalgia" – 3:07
12. "Calliopeia" – 5:38

## Single
- Wherever You Are - 18 października 2005
- Out in the Real World - 26 lutego 2006

## Twórcy
- Marcela Bovio - wokal, skrzypce
- Arjen Lucassen - gitara
- Lori Linstruth - gitara
- Johan van Stratum - gitara basowa
- Alejandro Millán - pianino, keyboard
- Davy Mickers - perkusja

### Inni
- Miksowanie, produkcja i większość nagrań - Arjen Lucassen
- Mastering - Peter van 't Riet
- Transkrypcje dla wiolonczeli - Joost van den Broek
- Transkrypcje dla skrzypiec - Robert Baba
- Skrzypce - Robert Baba, Jenneke Tesselaar, Herrman van Haaren, Friedmar Hitzer
- Wiolonczele - Marieke van der Heyden, Tjakina Oosting, Jacqueline Hamelink
- Zdjęcia - Edwin van Hoof (zdjęcia koncertowe), Alan Flores (zdjęcia Marceli Bovio), Lex Hulleman (wideoklip), Stefan Schipper (zdjęcia zespołu)
- Make-up - Lida van Straaten (zdjęcia zespołu), Oscar Acosta (zdjęcia Marceli Bovio)